# Fußball-Weltmeisterschaft der Frauen 2019/Niederlande
Dieser Artikel behandelt die Niederländische Fußballnationalmannschaft der Frauen bei der Fußball-Weltmeisterschaft der Frauen 2019 in Frankreich. Die Niederlande nahm zum zweiten Mal und erstmals als Europameister an der Endrunde teil. Die Niederlande und Jamaika benötigten die meisten Spiele (12), um sich zu qualifizieren. Mit dem zweiten Platz nach Finalniederlage gegen Titelverteidiger USA erreichten die Niederländerinnen ihre beste WM-Platzierung und die größte Verbesserung in der ewigen Rangliste aller Teilnehmer, indem sie von Platz 19 auf Platz 12 stiegen. 

## Qualifikation
Gegner in der Qualifikation waren Irland, Nordirland, Norwegen und die Slowakei. Der Gruppensieger konnte sich direkt qualifizieren, der Gruppenzweite wäre für die Playoffspiele um einen weiteren WM-Startplatz qualifiziert, wenn er einer der vier besten Gruppenzweiten wäre.
Die Niederländerinnen, die im August 2017 erstmals die Europameisterschaft gewonnen hatten, starteten mit einem 1:0-Sieg gegen den vermeintlich stärksten Rivalen Norwegen, wobei das Tor erst in der Schlussminute fiel. Danach folgte ein 5:0-Sieg in der Slowakei und ein torloses Remis gegen Irland. Zwar gewannen sie dann die nächsten Spiele gegen Nordirland mit 7:0, in Irland mit 2:0, in Nordirland mit 5:0 und gegen die Slowakei mit 1:0 durch ein Tor in der Schlussminute, da die Norwegerinnen aber nach der Niederlage in den Niederlanden alle Spiele gewannen, war das letzte Spiel in Norwegen entscheidend für den Gruppensieg. Dabei wäre ein Remis für die Niederländerinnen ausreichend gewesen um Gruppensieger zu werden. Nach sechs Spielminuten stand es aber bereits 0:2 und da Vivianne Miedema lediglich noch den Anschlusstreffer erzielen konnte, zogen die Norwegerinnen noch vorbei und qualifizierten sich direkt für die WM-Endrunde. Als beste Gruppenzweite erreichten die Niederländerinnen aber die Playoffs der vier besten Gruppenzweiten. Dabei kam es im Halbfinale gegen Dänemark zur EM-Finalrevanche. Aber wie im EM-Finale konnten sich auch hier die Niederländerinnen durchsetzen und zogen mit zwei Siegen (2:0 und 2:1) ins Playoff-Finale. Gegner war hier die Schweiz. Im Heimspiel konnten die Niederländerinnen nach torloser erster Halbzeit mit 3:0 gewinnen, so dass ein 1:1 im Rückspiel die Qualifikation für die WM bedeutete. Dabei spielten die Niederländerinnen 83 Minuten in Unterzahl, da Anouk Dekker bereits in der siebten Minute nach einer Notbremse die Rote Karte erhielt und damit für das erste WM-Gruppenspiel gesperrt ist.
Insgesamt wurden 21 Spielerinnen eingesetzt, von denen 18 schon im Kader für die EM 2017 standen. Von diesen machten Dominique Bloodworth, Lieke Martens, Shanice van de Sanden und Sherida Spitse alle zwölf Spiele mit. Die meisten Tore für die niederländische Mannschaft erzielte wie vier Jahre zuvor wieder Vivianne Miedema (7). Es folgten Sherida Spitse mit 6, Lineth Beerensteyn mit 5 (davon drei in den Playoffs) und Lieke Martens mit 4 Toren. Insgesamt erzielten acht niederländische Spielerinnen in der Qualifikation 29 Tore, zudem profitierten sie vom Eigentor einer Nordirin, das beim 7:0 in der Schlussminute fiel.

### Spiele

#### Gruppenphase
| Pl. | Land        | Sp. | S | U | N | Tore    | Diff. | Punkte |
| --- | ----------- | --- | - | - | - | ------- | ----- | ------ |
| 1.  | Norwegen    | 8   | 7 | 0 | 1 | 022:400 | +18   | 21     |
| 2.  | Niederlande | 8   | 6 | 1 | 1 | 022:200 | +20   | 19     |
| 3.  | Irland      | 8   | 4 | 1 | 3 | 010:600 | +4    | 13     |
| 4.  | Nordirland  | 8   | 1 | 0 | 7 | 004:270 | −23   | 03     |
| 5.  | Slowakei    | 8   | 1 | 0 | 7 | 004:230 | −19   | 03     |

| 24.10.2017 | Groningen  | Niederlande | – | Norwegen    | 1:0 (0:0) | Miedema                                                             |
| 24.11.2017 | Senec      | Slowakei    | – | Niederlande | 0:5 (0:3) | Miedema (2), van der Gragt (2), Spitse                              |
| 28.11.2017 | Nijmegen   | Niederlande | – | Irland      | 0:0       |                                                                     |
| 06.04.2018 | Eindhoven  | Niederlande | – | Nordirland  | 7:0 (4:0) | Martens (2), Spitse (2), Miedema, van de Sanden, Simpson (Eigentor) |
| 10.04.2018 | Dublin     | Irland      | – | Niederlande | 0:2 (0:2) | Beerensteyn, Spitse                                                 |
| 08.06.2018 | Portadown  | Nordirland  | – | Niederlande | 0:5 (0:1) | Beerensteyn, van de Donk, Groenen, van de Sanden, Spitse            |
| 12.06.2018 | Heerenveen | Niederlande | – | Slowakei    | 1:0 (0:0) | Martens                                                             |
| 04.09.2018 | Oslo       | Norwegen    | – | Niederlande | 2:1 (2:1) | Miedema; Herlovsen, Syrstad Engen                                   |

#### Playoffs

##### Runde 1
| 5. Oktober 2018 in Rat-Verlegh-Stadion, Breda  | Niederlande | – | Dänemark    |  | 2:0 (2:0) | Beerensteyn, van de Sanden              |
| 9. Oktober 2018 in Energi Viborg Arena, Viborg | Dänemark    | – | Niederlande |  | 1:2 (1:1) | Beerensteyn (2); Nadia Nadim (Elfmeter) |

##### Runde 2
| 09. November 2018 im Stadion Galgenwaard, Utrecht | Niederlande | – | Schweiz     |  | 3:0 (0:0) | Martens, Miedema, Spitse |
| 13. November 2018 im LIPO Park, Schaffhausen      | Schweiz     | – | Niederlande |  | 1:1 (0:0) | Miedema; Sow             |

## Vorbereitung
Zur Vorbereitung auf die WM spielten die Niederländerinnen am 19. Januar 2019 in Kapstadt gegen WM-Neuling Südafrika und gewannen mit 2:1. Dabei wurde Sherida Spitse durch ihr 156. Länderspiel Rekordnationalspielerin der Niederlande. Ende Februar/Anfang März nahm die Mannschaft am Algarve-Cup 2019 teil, konnte den Titel aus dem Vorjahr aber nicht verteidigen. Nach Niederlagen gegen Spanien (0:2) und Polen (0:1) reichte es nur zum Spiel um Platz 11 gegen China, das nach einem 1:1 mit 4:2 im Elfmeterschießen gewonnen wurde. Dabei machte Lieke Martens ihr 100. Länderspiel. Der 11. Platz ist die  schlechteste Platzierung eines teilnehmenden Kontinentalmeisters in der Algarve-Cup-Geschichte und die schlechteste Platzierung eines teilnehmenden Vorjahressiegers. Im April gewannen die Niederländerinnen zunächst mit 2:0 gegen Mexiko in Arnhem und anschließend in Alkmaar mit 7:0 gegen WM-Neuling Chile. Am 1. Juni war Australien in Eindhoven letzter Gegner vor der WM und wurde mit 3:0 besiegt.

## Kader
Am 10. April gab Sarina Glotzbach-Wiegman als erste Trainerin einen vorläufigen Kader bekannt. Der endgültige Kader musste bis zum 24. Mai bei der FIFA eingereicht werden, wurde dann aber nicht mehr verändert.
| Nr.         | Spielerin                | Geburts- datum | Debüt | Verein                  | Länder- spiele | Länder- spieltore | Letzter Einsatz | WM-Spiele (WM-Tore) | WM 2019 | WM 2019 | WM 2019     | WM 2019         | WM 2019    | WM 2019 |
| Nr.         | Spielerin                | Geburts- datum | Debüt | Verein                  | Länder- spiele | Länder- spieltore | Letzter Einsatz | WM-Spiele (WM-Tore) | Sp.     | Tor     | Gelbe Karte | Gelb-Rote Karte | Rote Karte |         |
| Tor         | Tor                      | Tor            | Tor   | Tor                     | Tor            | Tor               | Tor             | Tor                 | Tor     | Tor     | Tor         | Tor             | Tor        |         |
| ----------- | ------------------------ | -------------- | ----- | ----------------------- | -------------- | ----------------- | --------------- | ------------------- | ------- | ------- | ----------- | --------------- | ---------- | ------- |
| 23          | Loes Geurts              | 12.01.1986     | 2005  | Kopparbergs/Göteborg FC | 123            | 0                 | 09.04.2019      | 3                   |         |         |             |                 |            |         |
| 16          | Lize Kop                 | 17.03.1998     | 2019  | Ajax Amsterdam          | 001            | 0                 | 04.03.2019      |                     |         |         |             |                 |            |         |
| 01          | Sari van Veenendaal      | 03.04.1990     | 2011  | Arsenal Women FC        | 053            | 0                 | 01.06.2019      | 1                   | 7       |         |             |                 |            |         |
| Abwehr      |                          |                |       |                         |                |                   |                 |                     |         |         |             |                 |            |         |
| 20          | Dominique Bloodworth     | 17.01.1995     | 2014  | Arsenal Women FC        | 047            | 0                 | 01.06.2019      | 1                   | 7       | 1       |             |                 |            |         |
| 04          | Merel van Dongen         | 11.02.1993     | 2015  | Real Betis              | 027            | 01                | 01.06.2019      | 3                   | 6       |         |             |                 |            |         |
| 05          | Kika van Es              | 11.10.1991     | 2009  | Ajax Amsterdam          | 058            | 0                 | 01.06.2019      |                     | 3       |         |             |                 |            |         |
| 03          | Stefanie van der Gragt   | 16.08.1992     | 2013  | FC Barcelona            | 056            | 07                | 01.06.2019      | 4                   | 5       | 1       | 1           |                 |            |         |
| 18          | Danique Kerkdijk         | 01.05.1996     | 2015  | Bristol City WFC        | 014            | 0                 | 01.06.2019      |                     |         |         |             |                 |            |         |
| 02          | Desiree van Lunteren     | 30.12.1992     | 2012  | SC Freiburg             | 070            | 0                 | 09.04.2019      | 4                   | 7       |         |             |                 |            |         |
| 22          | Liza van der Most        | 08.10.1993     | 2014  | Ajax Amsterdam          | 014            | 0                 | 01.06.2019      |                     |         |         |             |                 |            |         |
| Mittelfeld  |                          |                |       |                         |                |                   |                 |                     |         |         |             |                 |            |         |
| 10          | Daniëlle van de Donk     | 05.08.1991     | 2010  | Arsenal Women FC        | 089            | 16                | 01.06.2019      | 3                   | 7       |         | 1           |                 |            |         |
| 14          | Jackie Groenen           | 17.12.1994     | 2016  | 1. FFC Frankfurt        | 047            | 02                | 01.06.2019      |                     | 7       | 1       |             |                 |            |         |
| 15          | Inessa Kaagman           | 17.04.1996     | 2019  | FC Everton              | 02             | 0                 | 04.03.2019      |                     |         |         |             |                 |            |         |
| 09          | Vivianne Miedema         | 15.07.1996     | 2013  | Arsenal Women FC        | 075            | 58                | 01.06.2019      | 4                   | 7       | 3       |             |                 |            |         |
| 12          | Victoria Pelova          | 03.06.1999     | 2018  | ADO Den Haag            | 003            | 0                 | 27.02.2019      |                     |         |         |             |                 |            |         |
| 19          | Jill Roord               | 22.04.1997     | 2015  | FC Bayern München       | 041            | 03                | 01.06.2019      | 0                   | 7       | 1       | 1           |                 |            |         |
| 08          | Sherida Spitse           | 29.05.1990     | 2006  | Vålerenga               | 162            | 30                | 01.06.2019      | 4                   | 7       |         | 1/1         |                 |            |         |
| Angriff     |                          |                |       |                         |                |                   |                 |                     |         |         |             |                 |            |         |
| 21          | Lineth Beerensteyn       | 11.10.1996     | 2016  | FC Bayern München       | 040            | 09                | 01.06.2019      | 0                   | 7       | 1       |             |                 |            |         |
| 06          | Anouk Dekker             | 15.11.1986     | 2009  | HSC Montpellier         | 077            | 06                | 05.04.2019      | 3                   | 4       | 1       | 1           |                 |            |         |
| 17          | Ellen Jansen             | 06.10.1992     | 2010  | Ajax Amsterdam          | 015            | 01                | 09.04.2019      |                     |         |         |             |                 |            |         |
| 13          | Renate Jansen            | 07.12.1990     | 2010  | FC Twente               | 036            | 03                | 01.06.2019      |                     | 1       |         |             |                 |            |         |
| 11          | Lieke Martens            | 16.12.1992     | 2011  | FC Barcelona            | 103            | 42                | 01.06.2019      | 4 (1)               | 7       | 2       |             |                 |            |         |
| 07          | Shanice van de Sanden    | 02.10.1992     | 2005  | Olympique Lyon          | 064            | 17                | 01.06.2019      | 1                   | 7       |         |             |                 |            |         |
| Trainerstab |                          |                |       |                         |                |                   |                 |                     |         |         |             |                 |            |         |
| Bondscoach  | Sarina Glotzbach-Wiegman | 26.10.1969     | 2015  | KNVB                    | 099            | 05                |                 |                     | 7       |         |             |                 |            |         |

1. ↑  Nummern gemäß Kaderliste der FIFA (Memento des Originals vom 8. Juli 2019 im Internet Archive)  Info: Der Archivlink wurde automatisch eingesetzt und noch nicht geprüft. Bitte prüfe Original- und Archivlink gemäß Anleitung und entferne dann diesen Hinweis.
2. ↑  Stand: April 2019
3. 1 2  Stand: 1. Juni 2019
4. ↑  Bei der WM 2015
5. 1 2  Als Spielerin

Zudem wurde eine Reserve-Liste mit folgenden Spielerinnen benannt: Cheyenne van den Goorbergh (FC Twente), Barbara Lorsheyd (ADO Den Haag), Aniek Nouwen (PSV), Katja Snoeijs (PSV), Ashleigh Weerden (FC Twente), Jennifer Vreugdenhil (Valencia) und Siri Worm (Everton).

## Auslosung
Für die am 8. Dezember 2018 stattgefundene Auslosung der WM-Gruppen war die Niederlande aufgrund der Platzierung in der FIFA-Weltrangliste vom 7. Dezember 2018 Topf 2 zugeteilt. Die Mannschaft konnte somit in den Gruppenspielen auf Weltmeister USA, Deutschland oder Gastgeber Frankreich treffen. Letztlich wurde die Mannschaft wurde der Gruppe E zugelost, wo sie wie bei der letzten WM auf Kanada und Neuseeland sowie erstmals auf Kamerun treffen wird.
Gegen Kanada ist die Bilanz in  zwölf Spielen mit drei Remis und neun Niederlagen negativ. Bei der letzten Weltmeisterschaft trennten sich beide mit 1:1. Das letzte Spiel zwischen beiden verloren die Niederländerinnen im April 2016 in Eindhoven mit 1:2. Gegen Neuseeland ist die Bilanz dagegen mit drei Siegen sowie je zwei Remis (davon ein Sieg im Elfmeterschießen) und Niederlagen positiv. Bei der letzten WM gewannen die Niederländerinnen ihr Auftaktspiel gegen Neuseeland mit 1:0 und auch das letzte Spiel, drei Tage vor der letzten Niederlage gegen Kanada, wurde gewonnen (2:0), wodurch die Bilanz positiv wurde.

## Gruppenspiele
| Pl. | Land        | Sp. | S | U | N | Tore    | Diff. | Punkte |
| --- | ----------- | --- | - | - | - | ------- | ----- | ------ |
| 1.  | Niederlande | 3   | 3 | 0 | 0 | 006:200 | +4    | 09     |
| 2.  | Kanada      | 3   | 2 | 0 | 1 | 004:200 | +2    | 06     |
| 3.  | Kamerun     | 3   | 1 | 0 | 2 | 003:500 | −2    | 03     |
| 4.  | Neuseeland  | 3   | 0 | 0 | 3 | 001:500 | −4    | 0      |

| Di., 11. Juni 2019 in Le Havre     |   |             |           |
| Neuseeland                         | – | Niederlande | 0:1 (0:0) |
| Sa., 15. Juni 2019 in Valenciennes |   |             |           |
| Niederlande                        | – | Kamerun     | 3:1 (1:1) |
| Do., 20. Juni 2019 in Reims        |   |             |           |
| Niederlande                        | – | Kanada      | 2:1 (0:0) |

## K.-o.-Runde
Als Gruppensieger trafen die Niederländerinnen im letzten Achtelfinalspiel auf Asienmeister Japan, Gruppenzweiter der Gruppe D. Beide trafen schon 2015 im Achtelfinale aufeinander, wo Japan mit 2:1 gewann. Danach gab es drei Siege und eine Niederlage für die Niederländerinnen. Im letzten Spiel beim Algarve-Cup 2018 gewannen sie mit 6:2. Mit 2:1 durch zwei Tore von Lieke Martens konnten sich die Niederländerinnen für die Niederlage vier Jahre zuvor revanchieren. Der Siegtreffer fiel aber erst in der Schlussminute durch einen verwandelten Handelfmeter. Als Sieger trafen die Niederländerinnen im Viertelfinale auf Italien, gegen das es in 15 Spielen nur drei Siege, bei fünf Remis und sieben Niederlagen gab – die letzte im September 2005, wonach die drei Siege und ein Remis folgten. Mit 2:0 setzten sich die Europameisterinnen gegen die Südeuropäerinnen durch und qualifizierten sich damit auch erstmals für die Olympischen Spiele. Gegner im Halbfinale waren die Schwedinnen, die in der Verlängerung mit 1:0 bezwungen wurden. Im Finale unterlag das Team Titelverteidiger USA mit 0:2.
| Di., 25. Juni 2019 um 21:00 Uhr (MESZ) in Rennes       |   |             |           |
| Niederlande                                            | – | Japan       | 2:1 (1:1) |
| Sa., 29. Juni 2019 um 15:00 Uhr (MESZ) in Valenciennes |   |             |           |
| Italien                                                | – | Niederlande | 0:2 (0:0) |
| Mi., 3. Juli 2019 um 21:00 Uhr (MESZ) in Lyon          |   |             |           |
| Niederlande                                            | – | Schweden    | 1:0 n. V. |
| 7. Juli 2019 Lyon                                      |   |             |           |
| USA                                                    | – | Niederlande | 2:0 (0:0) |

## Auszeichnungen
- Lieke Martens: Spielerin des Spiels gegen Neuseeland und Japan
- Vivianne Miedema: Spielerin des Spiels gegen Kamerun und Italien
- Jackie Groenen: Spielerin des Spiels gegen Schweden
- Sari van Veenendaal: Beste Torhüterin des Turniers